# Okrug Liptovský Mikuláš
Okrug Liptovský Mikuláš (slovački: Okres Liptovský Mikuláš) nalazi se u sjevernoj Slovačkoj u Žilinskome kraju.  U okrugu živi 71 186 stanovnika, dok je gustoća naseljenosti 53,08 stan/km². Ukupna površina okruga je 1341,03 km². Upravno središte okruga Liptovský Mikuláš je istoimeni grad Liptovský Mikuláš s 29 860 stanovnika.

## Stanovništvo
| Godina:     | 1994.  | 2004.   | 2014.   | 2024.   |
| ----------- | ------ | ------- | ------- | ------- |
| Broj ljudi: | 74 566 | 73 549  | 72 513  | 71 186  |
| Razlika:    |        | −1,36 % | −1,40 % | −1,83 % |

| Godina:     | 2023.  | 2024.   |
| ----------- | ------ | ------- |
| Broj ljudi: | 71 405 | 71 186  |
| Razlika:    |        | −0,30 % |

## Gradovi
- Liptovský Mikuláš
- Liptovský Hrádok

## Općine
| - Beňadiková - Bobrovček - Bobrovec - Bobrovník - Bukovina - Demänovská Dolina - Dúbrava - Galovany - Gôtovany - Huty - Hybe - Ižipovce - Jakubovany - Jalovec - Jamník - Konská - Kráľova Lehota - Kvačany | - Lazisko - Liptovská Anna - Liptovská Kokava - Liptovská Porúbka - Liptovská Sielnica - Liptovské Beharovce - Liptovské Kľačany - Liptovské Matiašovce - Liptovský Ján - Liptovský Ondrej - Liptovský Peter - Liptovský Trnovec - Ľubeľa - Malatíny - Malé Borové - Malužiná - Nižná Boca - Partizánska Ľupča | - Pavčina Lehota - Pavlova Ves - Podtureň - Pribylina - Prosiek - Smrečany - Svätý Kríž - Trstené - Uhorská Ves - Vavrišovo - Važec - Veľké Borové - Veterná Poruba - Vlachy - Východná - Vyšná Boca - Závažná Poruba - Žiar |

## Ostali projekti
|  | Zajednički poslužitelj ima još gradiva o temi Okrug Liptovský Mikuláš |